# Angelo Brofferio
Angelo Brofferio (Castelnuovo Calcea, 6 dicembre 1802 – Minusio, 25 maggio 1866) è stato un poeta, politico e drammaturgo italiano.

## Biografia

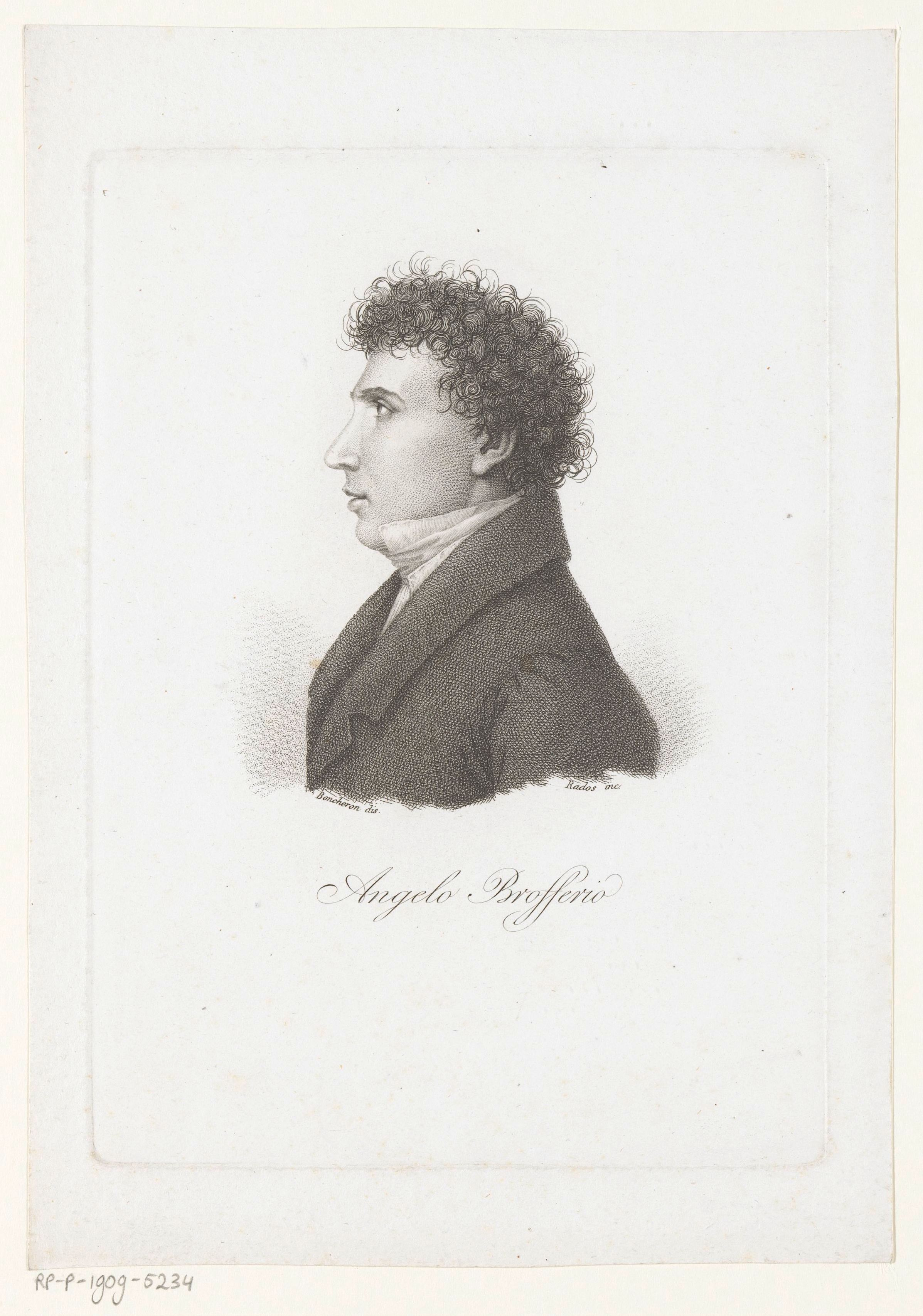
Angelo Brofferio, litografia di Luigi Rados.

Nato a Castelnuovo Calcea, vi trascorse la sua infanzia, e di quegli anni ne dà una descrizione commovente nella sua biografia I miei tempi, mantenendo un ricordo sempre vivo del suo paese natale, che citò spesso nei suoi libri con affetto e nostalgia.
Discendente da una famiglia di dottori benestanti, ricevette un'educazione illuminista e anticlericale. In quegli anni giovanili, seguendo l'esempio di Vittorio Alfieri, scoprí la sua passione per il teatro e la poesia che mantenne per tutta la vita.
Frequentò il liceo ad Asti e nel 1814 si trasferì a Torino con la famiglia, dove si iscrisse alla facoltà di giurisprudenza.
Nel 1821 Brofferio fu costretto a rifugiarsi nel paese natio per sfuggire alla dura repressione messa in atto dopo le sommosse antimonarchiche sfociate a Torino e alle quali aveva preso parte.
Allontanato anche dall'università, iniziò a scrivere drammi sulla libertà, ma le sue rappresentazioni furono censurate. Nel 1822, riammesso all'ateneo, si laureò in giurisprudenza.
Ispirandosi all'Alfieri, continuò a scrivere commedie che furono portate in scena anche all'estero con successo. Conobbe così numerosi patrioti e rivoluzionari che rafforzarono il suo odio verso i governi reazionari. Nel 1831 entrò a far parte delle associazioni di stampo massonico Franchi Muratori e Cavalieri della libertà, ma fu ben presto arrestato e, dopo aver reso una confessione sull'organizzazione di tali società segrete ed essere stato rilasciato, sembra che se ne sia allontanato. In relazione a quanto riferito alle autorità su tali società segrete pesò per molto tempo su di lui il sospetto di essere un delatore .
Si sposò con Felicie Perret, dalla quale ebbe tre figli, e poi con Giuseppina Zauner, dalla quale ebbe altri tre figli.
Nel 1835 iniziò la collaborazione con il giornale Il Messaggiere Torinese, divenendone il direttore. Si occupava di letteratura, teatro e critica di costume. Nel 1840 curò un periodico ad uscita settimanale di tono progressista e a finalità divulgativo-enciclopediche che, non a caso, intitolò Il dagherrotipo: galleria popolare enciclopedica.
A maggio 1848 fu eletto parlamentare subalpino e appoggiò la Costituente italiana nell'anno successivo, e il riconoscimento della Repubblica Romana, che fu costituita il 9 febbraio 1849, che vedeva la decadenza del governo temporale del papa.
Nel 1849 in Piemonte si consumò la battaglia di Novara e il generale Ramorino fu accusato di disobbedienza per aver portato la divisione alla destra del Po, contravvenendo agli ordini e causando la disfatta contro l'esercito austriaco di Radetzky. Brofferio ne assunse le difese, ma perse la causa e il generale fu fucilato.
Nell'ottobre del 1851 al conte Camillo Benso di Cavour fu dato il portafoglio dell'Agricoltura nel Ministero D'Azeglio. Di destra moderata, Cavour cercò l'appoggio del "centro-sinistra" di Rattazzi per crearsi una propria base governativa alternativa a quella del D'Azeglio, causando la frattura della compagine liberaldemocratica. 

Brofferio, di estrema sinistra, tra i membri dell'opposizione democratica, era contrario alle idee monarchiche del Cavour e si oppose ai suoi disegni di legge di indipendenza italiana a fianco dell'industrializzazione inglese e al coinvolgimento alla guerra di Crimea.
Nel 1861 nel dibattito per la legge della proclamazione del Regno d'Italia prese posizione contro il progetto di legge di Cavour sostenendo che la legge sarebbe dovuta essere d'iniziativa popolare e non del governo, ma per non infrangere il clima unitario, ritirò il suo progetto.
Nel 1864, Brofferio fu tra gli oppositori del trasferimento della capitale da Torino a Firenze, come conseguenza degli accordi franco-italiani, che fece esplodere nel centro cittadino torinese gravi tumulti che si conclusero con 30 morti ed oltre 200 feriti.
Nel 1865 Brofferio venne eletto per la sinistra a Dronero; questo fu il suo ultimo impegno politico; trovò la morte nel 1866 nella sua villa di Minusio, la "Verbanella". 

## Ideologia politica

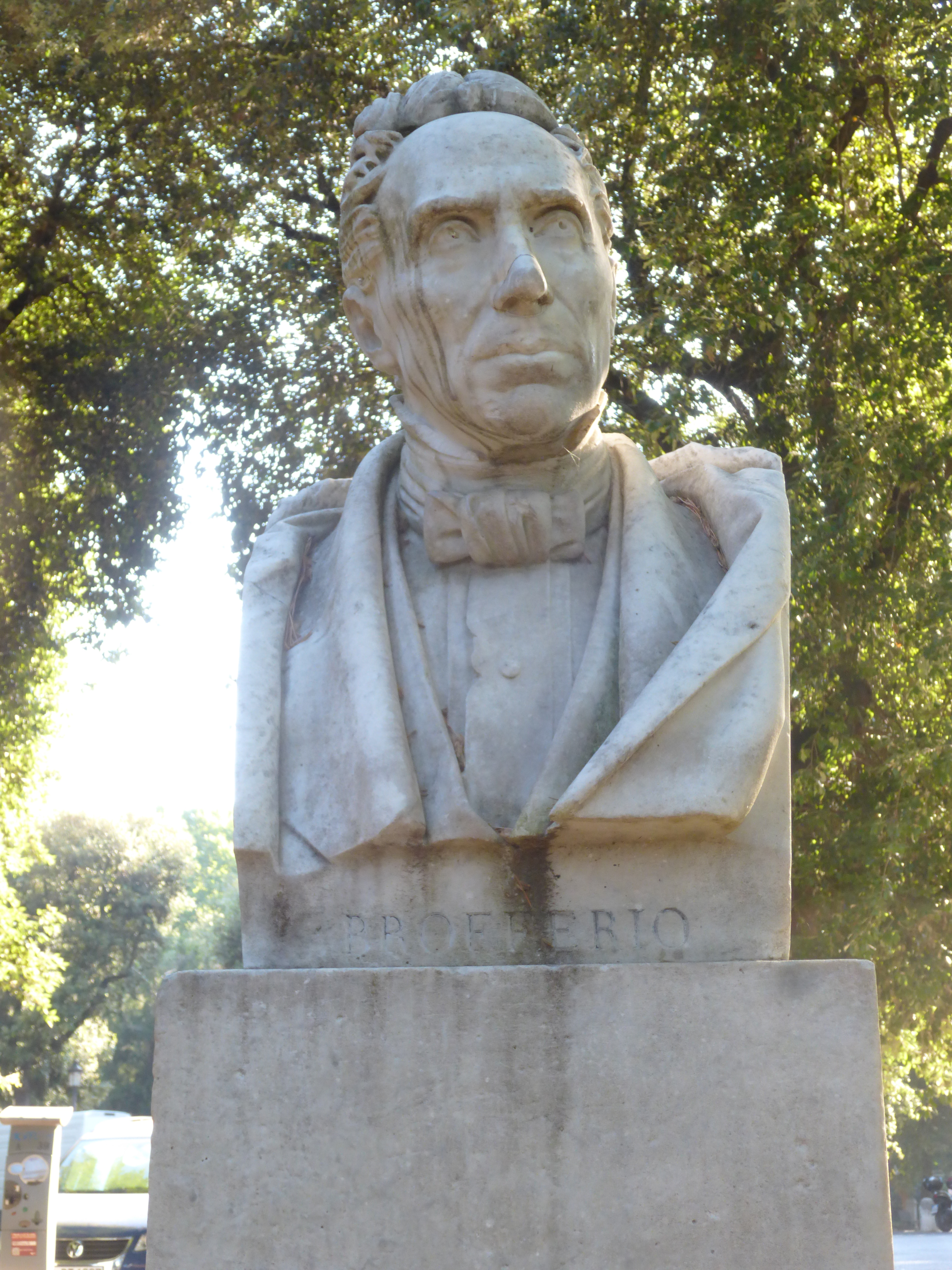
Angelo Brofferio, busto al Pincio.

Anticonformista e anticlericale, si oppose sempre al potere temporale del Papa che osteggiava l'Unità d'Italia ed era molto presente nella vita politica.

Cercò di ripristinare i diritti all'educazione laica e una maggiore tolleranza alle confessioni religiose.

Si occupò di libertà di stampa e censura, diritto di associazione, abolizione della pena di morte e delle torture.

## Nei giudizi dei contemporanei
In un epigramma contemporaneo si legge:
si dan tra lor del ladro e della spia.
Altro sul conto lor non vi so dire
che li credo incapaci di mentire.»
Carlo Dossi, nelle Note azzurre, scrive: 
Francesco Poletti gli dedicò il suo libro La legge universale di conservazione né suoi rapporti con il delitto e con la repressione dei delinquenti (Torino 1856), scrivendo: 

## Opere
Tra le sue tragedie:
- Su morre
- Eudossia
- Idomeneo
- Vitige re dei Goti
- Il vampiro
- Mio cugino
- Salvator Rosa
- Il tartufo politico

Tra i suoi scritti:
- Tradizioni italiane
- Storia delle rivoluzioni italiane dal 1821 al 1848
- Storia del Piemonte dal 1814 ai giorni nostri
- Storia del parlamento subalpino
- I miei tempi

Ode lirica:
- Sulla caduta di Missolungi

### Piemonte
Fortemente legato alla cultura, scrisse moltissime canzoni in piemontese, soprattutto legate al concetto di Patria Italiana e di indipendenza dallo straniero; alcune di esse furono interpretate da Gipo Farassino nell'album Guarda che bianca lun-a, del 1974.
La stèila dël Piemont del 1847

Dal prim di ch' i eu fait la sapa

d' canté d'arie an stil monfrin,

për gnun Prinsi, për gnun Papa

i eu mai fait ël buratin.

Sensa mai perde l'aptit,

pr'esse pòver, pr'esse cit,

sospirand, i aussava 'l front

vers la stèila dël Piemont!